# Xã Fourche Lafave, Quận Perry, Arkansas
Xã Fourche Lafave (tiếng Anh: Fourche Lafave Township) là một xã thuộc quận Perry, tiểu bang Arkansas, Hoa Kỳ. Năm 2010, dân số của xã này là 1.796 người.